# ビル・リー (ミュージシャン)
ビル・リー（Bill Lee、1928年7月23日 - 2023年5月24日）は、アメリカ人のジャズ・ミュージシャン、作曲家。

## 人物
ベーシストとして多くのミュージシャンと共に仕事をしている。アレサ・フランクリン、オデッタ、ボブ・ディラン、サイモン&ガーファンクルらのレコーディングに参加した。映画監督として有名なスパイク・リーと女優のジョイ・リー、アーティストのサンキ・リーの父であり、自身が作曲した多くの曲を『シーズ・ガッタ・ハヴ・イット』『スクール・デイズ』『ドゥ・ザ・ライト・シング』『モ'・ベター・ブルース』など、スパイク・リーの監督作品に多く提供している。サウンドトラックとは別に映画音楽としてまた、ジャズのオリジナル・スコアとしてのクオリティーは非常に高く今もその魅力は色褪せない。
アフリカ系アメリカ人公民権運動の指導者的役割を果たした活動家のマーティン・ルーサー・キング・ジュニアとモアハウス大学で机を並べて勉強したことでも有名である。
スパイク・リーは著書『メイキング・オブ・マルコムX』（原題：By Any Means Necessary）の中で、ビル・リーについて「父は偉大なミュージシャンでありアーティストであったが、ビジネスマンとしての資質は欠片も無かった。そのせいで生前の母は常に金の事でカリカリして若くして亡くなってしまった」と語っている（スパイク・リーの母ジャクリーンはスパイクがモアハウス大学在学中に腎臓癌で死去している）。
2023年5月24日に死去。94歳没。